# Pristimantis inguinalis
Pristimantis inguinalis é uma espécie de anfíbio  da família Craugastoridae.
Pode ser encontrada nos seguintes países: Guiana Francesa, Guiana, Suriname e possivelmente em Brasil.
Os seus habitats naturais são: florestas subtropicais ou tropicais húmidas de baixa altitude.